# الفتى المسحور
الفتى المسحور (الروسية: Заколдованный мальчик) فيلم رسوم متحركة تقليدي سوفيتي/روسي صدر عام 1955، من إخراج فلاديمير بولكوفنيكوف وألكسندرا سنجيكو-بلوتسكايا. الفيلم مقتبس من رواية مغامرات نيلز المدخشة لسلمى لاغرلوف، وأُنتج في استوديو سويزمولتفيلم في موسكو.
تمت مؤخرًا استعادة صورة وصوت الفيلم بواسطة الشركة الروسية كروبني بلان، التي أصدرت الفيلم على فيديو ودي في دي مع فيلم تشيبولينو الذي أخرجه بوريس ديوشكين عام 1961 ويبلغ طوله 40 دقيقة. لم تُصدر نسخة مترجمة إلى الإنجليزية.

## القصة
الصبي الشقي نيلز، الذي يستمتع بإيذاء الحيوانات، يتعرض للسحر من قِبل قزم. بعد أن أصبح صغير الحجم وقادرًا على التحدث مع الحيوانات، يطير عبر لابلاند على ظهور الإوز البري. وخلال هذه الرحلات الخطرة، يقوم بأعمال نبيلة عديدة، بينما يبحث عن القزم لفك السحر.

## المؤلفون
| مخرجون/منتجون   | فلاديمير بولكوفنيكوف ألكساندرا سنجكو بلوتساكيا |
| سيناريو         | ميخايل فوليين |
| مخرجو الفن      | غرازينا براشيشكيتا ليف متشلين رومان كاتشانوف |
| فنانون          | ايرينيا سفيتليتسا ي. بروكوفيفا بيوتر كوروبايف |
| رسامون متحركرون | كونستانتين تشيكين تاتيانا تارانوفيتش فاينا ييبفانوفا ل. بوبوف فاديم دولغيخ بوريس مايروفيتش ليف بوزدنييف رِناتا ميرينكوفا إيغور بودغورسكي فيودور خيتروك فلاديمير كرومين غينادي نوفوجيلوف بوريس تشاني |
| مُشغّل الكاميرا   | ميخائيل درويان |
| الملحن          | فلاديمير يوروفيسكي |
| مشغل الصوت      | نيكولاي بريلوتسكي |
| ممثلون الصوت    | فالنتينا سبيرانتوفا (نيلس) أليكسي كونسوفسكي تاتيانا ستر وكوفا أناتولي كوباتسكي (القزم) إراست جاريين (مارتن) جورجي فيتسين (روزنباوم) جورجي ميليار                                                   |
| المحررة         | نينا مايوروفا |

## فيديو
في أوائل التسعينيات، تم إصدار الفيلم الكرتوني على أشرطة الفيديو بواسطة اتحاد الأفلام الخطة الكبرى. في منتصف التسعينيات، تم تضمينه في مجموعة أفضل الأفلام الكرتونية السوفيتية من إنتاج استوديو برو فيديو وفي مجموعة الأفلام الكرتونية لاستوديو الأفلام سويوزمولت فيلم.

## روابط خارجية
- الفتى المسحور على موقع IMDb (الإنجليزية)
- الفتى المسحور على موقع فيلمافينيتي (الإسبانية)
- الفتى المسحور على موقع قاعدة بيانات الفيلم (الإنجليزية)
- الفتى المسحور على موقع ليتربوكسد (الإنجليزية)
- الفتى المسحور على موقع كينوبويسك (الروسية)